# Giuseppe Sermonti
Pour les articles homonymes, voir Sermonti.
Giuseppe Sermonti (né à Rome le 4 octobre 1925 et mort le 16 décembre 2018 dans la même ville) est un généticien et professeur de génétique italien à l'université de Pérouse. 

## Biographie
Giuseppe Sermonti a découvert avec Guido Pontecorvo le procède sexuel du Penicilium chrysogenus,. Il était membre de la Société italienne de génétique, de la Société italienne de biologie moléculaire et directeur de l'Institut d'histologie et d'embryologie (1974). Giuseppe Sermonti a été vice-président du 14e Congrès international de génétique (Moscou 1979). Il est éditeur en chef de Rivista di Biologia-Biology Forum, la plus ancienne revue italienne de biologie. 

### Famille
Giuseppe Sermonti est le frère de Vittorio Sermonti et de Rutilio Sermonti.

## Critique du darwinisme
Giuseppe Sermonti est le co-auteur d'ouvrages critique envers le darwinisme avec le paléontologue Roberto Fondi. Il pense que : « contrairement à ce que l’on croit, la génétique ne s’accorde absolument pas avec la théorie darwinienne. Ainsi les mutations qui se produisent sur la fameuse double hélice d’ADN, qui constitue la base de nos gènes, ne sont jamais constructives. Les mutations peuvent être avantageuses, mais elles ne peuvent pas être positives parce qu’elles sont toujours la perte de quelque chose, la perte d’une fonction ».

## Publications
- (en) Genetics of Antibiotic-Producing Microorganisms, 1969, (Wiley, Londres)  (ISBN 0-471-77635-1)
- (it) Il Crepuscolo dello Scientismo (Le crépuscule du scientisme), 1971, 2002, (Nova Scripta, Gênes)  (ISBN 88-88251-01-4)
- (it) Dopo Darwin (Après Darwin), avec R. Fondi, 5 éditions, 1980-1984 (Rusconi, Milan)  (ISBN 88-18-02515-5)
- (en-US) « Not from the apes », Creation, vol. 15, no 3,‎ juin 1993, p. 13
- (it) Fiabe di Tre Reami, 1985–1989, 2004 (La Finestra, Trente)  (ISBN 88-88097-31-7)
- (en) Why is A Fly Not A Horse?, 2005 (Discovery Institute Press).  (ISBN 0-9638654-7-1)
- (it) Tra le quinte della scienza, 2007, Di Renzo Editore,  (ISBN 88-8323-175-9)